# After Tone VI
『After Tone VI』（アフター・トーン シックス）は、岡村孝子通算6枚目のリミックス・アルバム。2014年11月19日発売。発売元はヤマハミュージックコミュニケーションズ。
規格品番はYCCW-10243。

## 解説
1987年に初めて発売されて以来、オリジナル・アルバム3枚ごとに制作されるリミックス・セレクション・アルバムの第6弾。ヤマハミュージックコミュニケーションズにレコード会社を移籍してから初めての “After Tone” シリーズとなる。
16枚目のスタジオ・アルバム『勇気』（2011年9月7日発売：YCCW-10158）、17枚目の『NO RAIN, NO RAINBOW』（2013年3月27日発売：YCCW-10198）、加藤晴子との女性デュオ・あみんとして再活動し制作された『In the prime』（2007年7月25日発売：BVCR-11105）と『未来へのたすき』（2008年10月22日発売：BVCR-11124）から14曲を選出している。あみんとしてのアルバムは発売元がBMG JAPANであり、原盤権の都合や元々があみん名義であることなどから一部、「After Tone VI ver.」としてリミックスではなく新たにソロとしてレコーディングされている。
CDパッケージは三面紙ジャケット仕様。歌詞ブックレットにはセルフライナーノーツが掲載された。また、本人被写体のメッセージカード三種がランダムに一種封入されている。

## 収録曲
全曲作詞・作曲: 岡村孝子
編曲: 萩田光雄 M-1〜4・6〜9・11〜14、海老原真二　M-5・10
1. 感謝の気持ち（After Tone VI ver.）（5分05秒）[1]
2. ずっと（4分30秒）
3. あなたにめぐりあう旅（5分25秒）
4. どんどん（5分13秒）
5. 勇気〜courage〜（5分54秒）
6. IDENTITY（5分40秒）
7. 流星（After Tone VI ver.）（4分42秒）
8. forever（5分12秒）
9. ふるさとにて（4分45秒）
10. あしたの歌（5分04秒）
11. 一期一会〜ようこそ、私の庭へ〜（4分29秒）
12. NO RAIN, NO RAINBOW（4分32秒）
13. 大切な人（5分06秒）
14. 世界中メリークリスマス（After Tone VI ver.）（4分41秒）